# Rhys ap Gruffydd
För andra betydelser, se Rhys ap Gruffydd (olika betydelser).
Rhys ap Gruffydd, född 1132, död 28 april 1197, var härskare i riket Deheubarth i södra Wales.  Han är känd som Yr Arglwydd Rhys (kymriska för ”Herren Rhys”), men det är inte känt om denna titel användes under hans livstid. Han använde främst titeln "Furste över Deheubarth" eller "Furste över Södra Wales", men det finns två bevarade dokument där han använder titeln "Furste av Wales" eller "Walesarnas prins". Rhys var en av de mest framgångsrika och mäktiga walesiska furstarna efter Owain Gwynedd av Gwynedds död 1170.
Rhys farfar, Rhys ap Tewdwr, var kung av Deheubarth, och dödades i slaget vid Brecon i kungariket Brycheiniog år 1093 av Bernard de Neufmarche. Efter hans död togs större delen av Deheubarth över av normanderna. Rhys far, Gruffydd ap Rhys, lyckades bli härskare över en liten del, och mer land återtogs av Rhys äldre bröder efter Gruffydds död. Rhys blev härskare över Deheubarth år 1155. Han tvingades att underkasta sig kung Henrik II av England år 1158. Henrik invaderade Deheubarth år 1163, tog ifrån Rhys alla hans landområden och tillfångatog honom. Några veckor senare släpptes han och fick tillbaka en liten del av sina egendomar. Rhys bildade en allians med Owain Gwynedd och efter att Henrik misslyckats att invadera Wales 1165 lyckades Rhys vinna tillbaka det mesta av sina landområden.
År 1171 slöt Rhys fred med kung Henrik och hans erövringar fastslogs och han fick titeln rättskipare över södra Wales. Han fortsatte att ha en god relation till kung Henrik, till dennes död år 1189. Efter Henriks död gjorde Rhys uppror mot Rikard I och attackerade normandiska områden och erövrade flera av borgarna. Han hade i slutet av sitt liv svårt att kontrollera sina söner, särskilt Maelgwn och Gruffydd, som låg i fejd med varandra. Rhys lyckades i sitt sista fälttåg mot normanderna år 1196 erövra flera borgar.  Följande år avled han oväntat och begravdes i St David's Cathedral.

## Familj och barndom
Rhys var andre son till Gruffydd ap Rhys, härskare över en del av Deheubarth och hans maka Gwenllian ferch Gruffydd, dotter till Gruffydd ap Cynan, kung av Gwynedd. Hans äldre bror var Maredudd ap Gruffydd. Han hade även två yngre bröder. Morgan och Maelgwn. Han hade dessutom två äldre halvbröder, Anarawd och Cadell, och åtminstone två systrar Gwladus och Nest. 

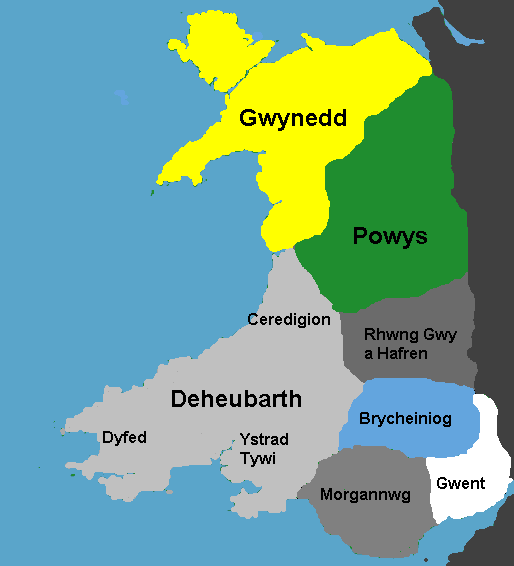
Deheubarth var ett av de traditionella kungarikena i Wales, här visas hur de såg ut år 1093 då Rhys ap Tewdwr avled.

Hans farfar, Rhys ap Tewdwr, hade varit kung över hela Deheubarth till sin död år 1093. Rhys ap Tewdwr dödades i Brycheiniog, och det mesta av hans rike övertogs av normandiska lorder. Gruffydd ap Rhys var tvungen att fly till Irland. Han återvände senare till Deheubarth och styrde över en del av riket, men tvingades återigen att fly till Irland år 1127. Då Rhys föddes år 1132, besatt fadern endast området Caeo i Cantref Mawr.
Kung Henrik I:s död, och konflikten mellan Stefan av Blois och Matilda (Kejsarinnan Maud) som följde, gav walesarna en möjlighet att göra uppror mot normanderna. Ett uppror spred sig genom södra Wales år 1136 och Gruffydd ap Rhys och hans två äldsta söner Anarawd och Cadell, besegrade normanderna i ett slag nära  Loughor, där mer än 500 personer dödades. Efter att ha drivit ut Walter de Clifford från Cantref Bychan, begav sig Gruffydd till Gwynedd för att få hjälp från sin svärfar Gruffydd ap Cynan. I makens bortavaro ledde Gwenllian en armé mot normanderna i Cydweli (Kidwelly), och tog två av sina yngsta söner, Morgan och Maelgwn med sig. Hon blev besegrad och dödad av en armé som leddes av Maurice de Londres från Oystermouth Castle. Morgan dödades också och Maelgwn togs tillfånga.
Gruffydd bildade en allians med Gwynedd, och senare år 1136 ledde sönerna till Gruffydd ap Cynan, Owain Gwynedd och Cadwaladr ap Gruffydd en armé till Ceredigion. Deras gemensamma styrkor vann en klar seger över normanderna i slaget vid Crug Mawr. Ceredigion återtogs från normanderna, men annekterades av Gwynedd då han var dem överordnade i alliansen. Gruffydd ap Rhys fortsatte sitt fälttåg mot normanderna år 1137, men avled senare samma år. Rhys halvbror Anarawd ap Gruffydd blev då familjens överhuvud. År 1143, när Rhys var elva år mördades Anarawd av en livvakt till Cadwaladr ap Gruffydd, bror till Owain Gwynedd, kung av Gwynedd. Owain straffade Cadwaladr genom att ta ifrån honom hans landområden i Ceredigion.

## De första slagen (1146–1155)

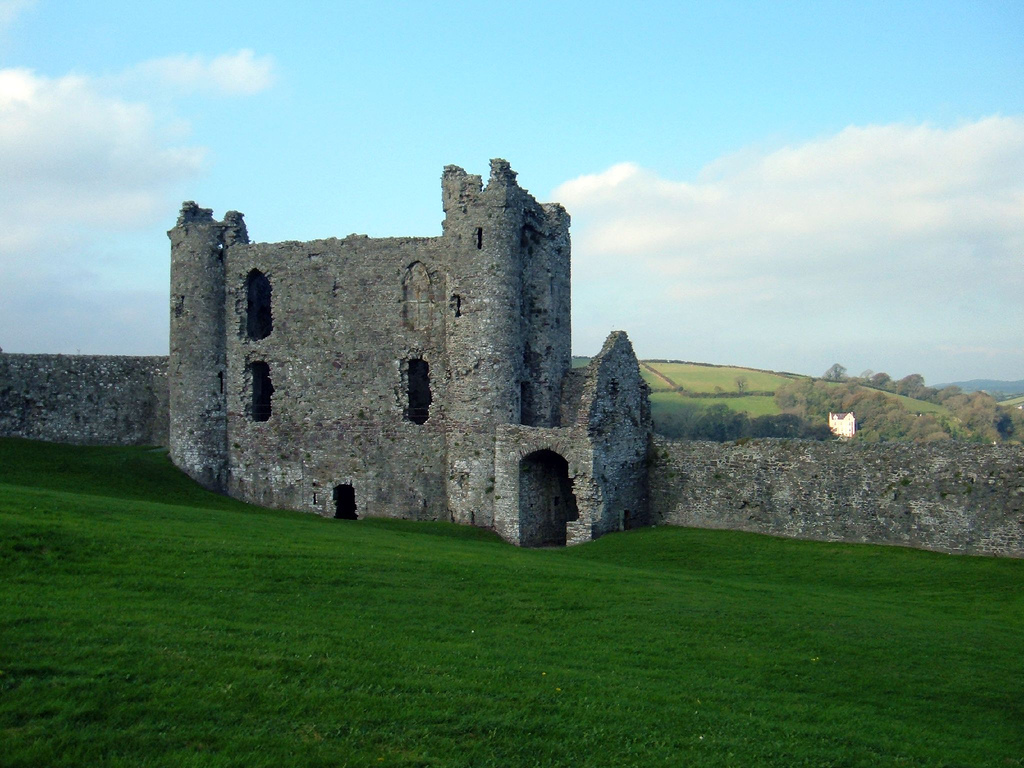
Rhys fick sin första dokumenterade militära erfarenhet vid fjorton års ålder då han deltog i stormningen av Llansteffan Castle år 1146.

Anarawds bror, Cadell ap Gruffydd tog över som familjens överhuvud. Gilbert de Clare, earl av Pembroke, återuppbyggde slottet vid Carmarthen år 1145 och fortsatte sedan för att återerövra Ceredigion. Gilbert de Clare lät även bygga en borg i området Mabudryd, vilken Cadell förstörde år 1146, med hjälp av Hywel ab Owain Gwynedd. Rhys visar sig i annalerna för första gången år 1146, då han stred tillsammans med sina bröder Cadell och Maredudd i erövringen av Llansteffan Castle. Detta följdes av erövringen av Wiston år 1147, Carmarthen år 1150 och Loughor 1151. År 1151 attackerades Cadell av en grupp normandiska och flamländska riddare, då han var ute och jagade. Han lämnades som om han varit död, men han överlevde. Skadorna ledde dock till att han inte kunde vara lika aktiv som tidigare och 1153 reste han iväg på en pilgrimsfärd till Rom.
Maredudd blev härskare över Deheubarth och fortsatte fälttåget som påbörjats år 1150, med syfte att återerövra Ceredigion, som Gwynedd hade besuttit sedan 1136. Maredudd och Rhys lyckades driva ut Hywel ab Owain Gwynedd från Ceredigion år 1153. Samma år finns Rhys upptagen som självständig befälhavare för första gången, då han ledde en armé för att erövra den normandiska borgen  St Clears. Maredudd och Rhys förstörde även borgarna i Tenby och Aberafan detta år. Maredudd avled år 1155, tjugofem år gammal, och Rhys blev därmed härskare över Deheubarth. Det var omkring denna tid han gifte sig med Gwenllian ferch Madog, dotter till Madog ap Maredudd, furste över Powys.

## Tidig regeringstid

### Förlust av landområden (1155–1163)
Kort efter att han blivit härskare över Deheubarth, hörde Rhys rykten om att Owain Gwynedd planerade att invadera Ceredigion. Rhys svarade genom att bygga en borg vid Aberdyfi år 1156. Det blev aldrig någon invasion och historikern Turvey menar att Owains syfte kanske bara var att testa den nye härskarens beslutsamhet.
Kung Stefan hade avlidit i oktober 1154, något som gjorde att den långa konflikten med Matilda fick ett slut. Hon hade hjälpt Anarawd, Cadell och Maredudd att utvidga sin makt i Deheubarth. Utan tronkonflikterna i det engelska riket, kunde nu den nya kungen av England Henrik II, inrikta sig på Wales. Han började med en invasion av Gwynedd år 1157. Invasionen lyckades inte helt, men Owain Gwynedd förmåddes att ge upp landområden i nordöstra Wales.

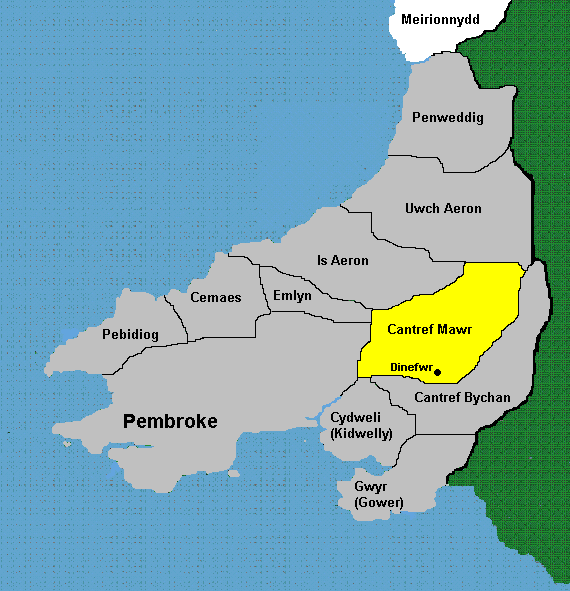
År 1158 tog kung Henrik ifrån Rhys alla hans landområden utom Cantref Mawr. Områdena i Deheubarth som innehades av olika normandiska lorder visas i grått.

Följande år gjorde sig Henrik redo för att invadera Deheubarth. Rhys planerade att göra motstånd, men övertalades av sitt råd att träffa kungen för att diskutera fredsvillkor. Villkoren var betydligt hårdare än de som Owain erbjudits: Rhys berövades alla sina ägor utom Cantref Mawr, trots att han blivit lovad ett annat område. De andra områdena återlämnades till normandiska lorder.
Bland de normander som återfick sina egendomar var Walter de Clifford, som återfick Cantref Bychan, och sedan invaderade Rhys landområden i Cantref Mawr. Kungen besvarade inte Rhys appell och Rhys tog till vapen och erövrade först Cliffords borg vid Llandovery och sedan Ceredigion. Kung Henrik svarade då genom att göra sig redo för en ny invasion, och Rhys gav efter utan motstånd. Han tvingades lämna gisslan, bland dem fanns troligtvis hans egen son Hywel.
Då kungen var i Frankrike år 1159 passade Rhys på att attackera Dyfed och sedan belägra Carmarthen, som räddades av stödtrupper ledda av earl Reginald av Cornwall. Rhys drog sig tillbaka till Cantref Mawr, där en armé ledd av fem earler, Cornwall, Gloucester, Roger de Clare, 3:e earl av Hertford, Richard de Clare, 2:e earl av Pembroke och Salisbury, ställdes emot honom. Earlerna fick stöd av Cadwaladr, bror till Owain Gwynedd, och Owains söner, Hywel och Cynan. De var dock tvungna att dra sig tillbaka och det blev vapenvila. År 1162 försökte Rhys återigen att återfå en del av sina förlorade landområden och erövrade slottet vid Llandovery. Följande år återvände Henrik till England efter att ha varit borta i fyra år och planerade en ny invasion av Deheubarth. Rhys träffade kungen för att diskutera fredsvillkor och tvingades lämna mer gisslan, däribland hans son Maredudd. Rhys tillfångatogs sedan och togs till England som fånge. Henrik tycks ha varit osäker vad han skulle göra med Rhys, men efter ett par veckor släppte han honom fri och lät honom styra Cantref Mawr. Rhys kallades tillsammans med Owain Gwynedd och Malcolm IV av Skottland till Woodstock för att svära trohetsed till kungen.

### Walesiskt uppror (1164–1170)
År 1164 enades alla de walesiska furstarna i ett uppror. Historikern Warren anser att då Rhys och Owain tvingades att svära trohetsed år 1163 var de tvungna att bli underordnade vasaller och att detta ledde till denna revolt. Rhys hade andra anledningar att göra uppror, då han återvänt till Deheubarth från England upptäckte han att de normandiska lorderna i grannskapet hotade Cantref Mawr. Hans brorson, Einion ab Anarawd, som varit kapten för livvakterna, hade mördats på order av Roger de Clare, earl av Hertford. Mördaren skyddades av familjen Clare i Ceredigion. Rhys vädjade först till kungen att ingripa, men då detta misslyckades så invaderade han Ceredigion och återerövrade allt utom staden Cardigan och slottet Cardigan. Det walesiska upproret ledde till att kung Henrik återigen invaderade Wales 1165. Henrik attackerade Gwynedd först, men istället för att följa den vanliga invasionsrutten längs nordkusten attackerade han från söder, längs en väg över Berwyn hills. Han möttes av de enade walesiska furstarna, däribland Rhys, ledda av Owain Gwynedd. 

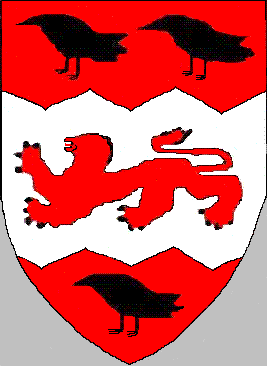
Rhys ap Gruffydds vapen med tre korpar.

Häftigt regn tvingade tillbaka Henriks armé utan att de hade utkämpat något betydande slag och Henrik tog ut sin besvikelse mot gisslan och gjorde Rhys son Maredudd blind. Rhys andre son, Hywel, drabbades inte. Rhys återvände till Deheubarth där han erövrade och brände slottet Cardigan. Han lät garnisonen ge sig av men behöll slottsvakten, Robert Fitz-Stephen, som fånge. Kort därefter erövrade Rhys slottet Cilgerran.
År 1167 attackerade han Owain Cyfeiliog i södra Powys tillsammans med Owain Gwynedd och hjälpte Owain Gwynedd att under tre veckor belägra den normandiska borgen Rhuddlan. År 1168 attackerade han normanderna i Builth, och förstörde borgen där. Rhys drog nytta av den normandiska invasionen av Irland år 1169 och 1170, som till stor del leddes av cambro-normandiska lorder från södra Wales. År 1167 bad kungen av Leinster, Diarmait Mac Murchada, som fördrivits från sitt rike, Rhys att frige Robert Fitz-Stephen så han skulle kunna delta i ett fälttåg mot Irland. Vid tillfället gick Rhys inte med på det, men släppte honom följande år och år 1169 ledde Fitz-Stephen den normadiska arméns förtrupp som landsteg i Wexford. Befälhavaren för de normandiska trupperna, Richard de Clare, 2:e earl av Pembroke, känd som "Strongbow", följde år 1170. 
De normandiska lordernas frånvaro gjorde att Rhys kunde stärka sin position och då Owain Gwynedd avled i slutet av 1170 blev Rhys ledare över de walesiska furstarna.

## Senare regeringstid

### Fred med kung Henrik (1171–1188)
År 1171 återkom kung Henrik II från Frankrike, på väg till Irland. Henrik ville tillförsäkra sig om att Richard de Clare, som gift sig med Diarmaits dotter och blivit arvtagare till Leinster, inte etablerade ett självständigt normandiskt kungarike i Irland. Hans beslut att försöka hantera walesarna på ett nytt sätt påverkades av händelserna på Irland, även om Warren menar att "det var troligt att Henrik började tänka om i frågan om sin attityd gentemot walesarna kort efter debaclet år 1165".  Henrik ville nu sluta fred med Rhys, som kom till Newnham för att träffa honom. Rhys skulle betala 300 hästar och 4000 nötkreatur i tribut, men skulle få behålla allt land som han tagit från de normandiska lorderna, däribland Clares. De sågs igen i oktober samma år i Pembroke då Henrik skulle bege sig till Irland. Rhys hade då samlat ihop 86 av de 300 hästarna. men Henrik gick med på att bara ta 36 av dem och återstoden av tributen kunde vänta tills han återvände från Irland. Rhys son, Hywel, som hade hållits som gisslan under många år släpptes fri. Henrik och Rhys träffades ytterligare en gång i Laugharne då Henrik återvände från Irland år 1172, och kort därefter utnämnde Henrik Rhys till Justiciar of South Wales.

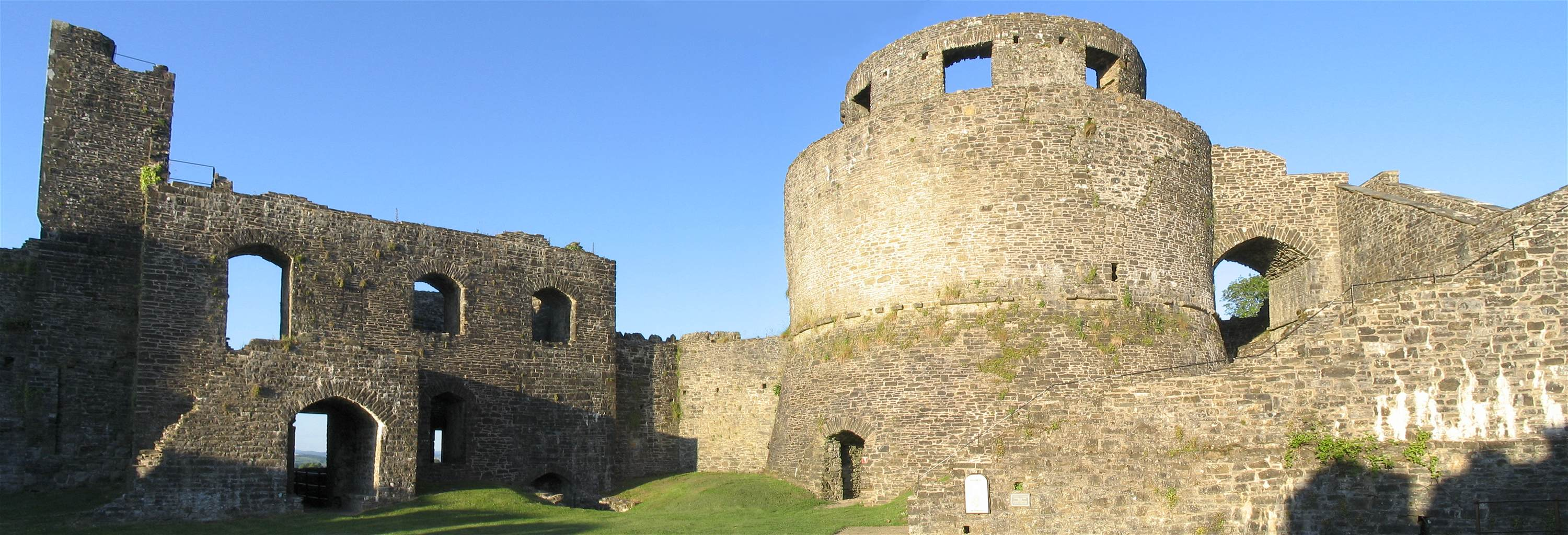
Dinefwr Castle var Dinefwrdynastins huvudsäte. De tidigaste kvarvarande delarna av den nuvarande borgen kan ha byggts av Rhys eller hans son Rhys Gryg.

Överenskommelsen mellan Henrik och Rhys varade fram till Henriks död år 1189. Då Henriks söner gjorde uppror mot honom år 1173 sände Rhys sin son Hywel Sais till Normandie för att hjälpa kungen och 1174 ledde han personligen en armé till Tutbury i Staffordshire för att hjälpa till med belägringen av rebellen Earl William de Ferrers' fäste. Rhys lämnade tusen män i kungens tjänst i Normandie efter att Tutbury fallit. Kung Henrik höll ett rådsmöte år 1175 där många walesiska furstar, ledda av Rhys, deltog. Det tycks ha avslutats med att man svor en ömsesidig pakt för att bevara freden och ordningen i Wales. År 1177 svor Rhys, Dafydd ab Owain, som kommit att bli mäktigast i Gwynedd, och Cadwallon ap Madog från Rhwng Gwy a Hafren en trohetsed till Henrik vid ett möte som hölls i Oxford. Vid detta möte gav kungen Meirionnydd, en del av Gwynedderiket, till Rhys. Det var vissa strider i Meirionnydd följande år, men Rhys gjorde inga allvarliga försök att annektera det. 
Rhys byggde flera borgar i sten, den första var slottet Cardigan, som var den första dokumenterade stenborgen i Wales som byggts av en infödd. Han höll en poesi- och sångfestival vid sitt hov i Cardigan under julen 1176. Detta brukar i allmänhet räknas som det första dokumenterade  eisteddfod. Festivalen tillkännagavs ett år i förväg i Wales, England, Skottland, Irland och möjligen Frankrike. Två stolar utdelades i pris, en för bästa dikt och en för det bästa musikframträdandet. J. E. Caerwyn Williams menar att evenemanget kan ha varit en variant av den liknande franska puys. R.R. Davies skriver att texten i walesiska lagen som kodifierades av Hywel Dda på Whitland, sattes samman i bokform första gången under Rhys beskydd.
Rhys grundade två religiösa byggnader under denna period. Talley Abbey var Premonstratensordens första klosterkyrka i Wales, medan Llanllyr var ett kloster för  cistercienernunnor, det andra nunneklostret i Wales, och det första som blomstrade. Han blev beskyddare över klosterkyrkorna i Whitland och Strata Florida och gav båda stora donationer. Giraldus Cambrensis, som var en släkting till Rhys, har beskrivit sina möten med Rhys år 1188 då Giraldus följde med ärkebiskop Baldwin runt om i Wales för att samla ihop män till det tredje korståget. Vissa walesiska präster uppskattade inte detta besök, men Rhys var entusiastisk och gav ärkebiskopen mycket hjälp. Giraldus menar att Rhys bestämde sig för att själv följa med på korståget och förberedde sig i flera veckor, men övertalades av makan att ändra sig "genom kvinnlig list".

### De sista fälttågen (1189–1196)
Henrik II avled år 1189 och efterträddes av Rikard I. Rhys ansåg då att han inte längre var bunden av de överenskommelser han gjort med Henrik och började att attackera de normandiska områdena i närheten. Han ödelade Pembroke, Haverfordwest och Gower och erövrade borgarna St. Clear's, Laugharne och Llansteffan. Rikards bror, prins Johan (senare kung Johan), kom till Wales i september och försökte sluta fred. Han övertalade Rhys avsluta belägringen av Carmarthen och följa med honom till Oxford för att träffa Rikard. Rhys kom till Oxford, men upptäckte att Rikard inte var beredd att resa dit för att träffa honom och fientligheten fortsatte.

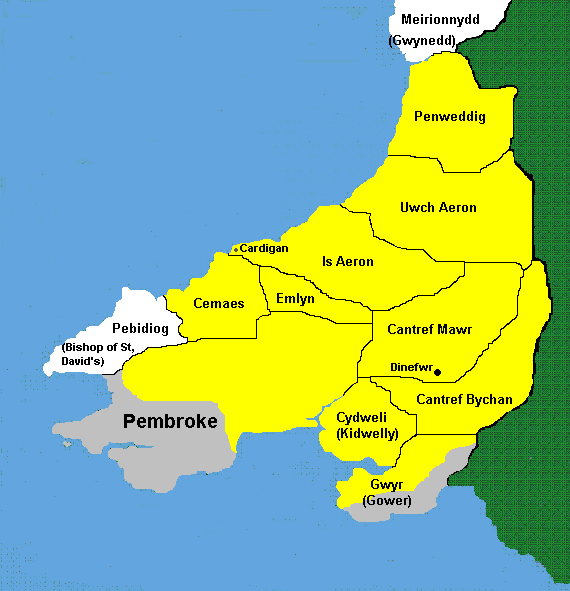
Kring 1196 styrde Rhys nästan hela Deheubarth, och kontrollerade stora delar av södra Wales genom underlydande furstar. De övriga normand-kontrollerade områdena i Deheubarth visas i grått

Under sina sista år hade Rhys svårt att kontrollera sina söner, särskilt Maelgwn och Gruffydd. År 1189 övertalade Gruffydd Rhys att fängsla Maelgwn, och han kom i Gruffydds förvar i Dinefwr. Gruffydd lämnade över honom till svärfadern William de Braose. Gruffydd sägs även ha övertalat fadern att annektera Cemais och dess främsta borg Nevern, som innehades av William FitzMartin, år 1191. Denna handling kritiserades av Giraldus Cambrensis, som beskriver Gruffydd som "en slug och listig man". William FitzMartin var gift med Rhys dotter Angharad, och Rhys hade, enligt Giraldus, svurit att hans säkerhet skulle vara tryggad. Rhys hade år 1190 även annekterat de normandiska besittningarna Cydweli och Carnwyllion. Rhys släppte Maelgwn fri år 1192, men nu var Maelgwn och Gruffydd bittra fiender. År 1194 besegrades Rhys i strid av Maelgwn och Hywel, som spärrade in honom i Nevern castle, även om Hywel senare släppte fadern fri, utan Maelgwns tillåtelse. Giraldus menar att inspärrningen av Rhys i Nevern castle var Guds hämnd för fördrivningen av FitzMartin. År 1195 erövrade två av hans andra söner, Rhys Gryg och Maredudd, Llanymddyfri och Dinefwr, och Rhys svarade genom att fängsla dem. Rhys gick på sitt sista fälttåg mot normanderna år 1196. Han erövrade flera borgar, däribland Carmarthen, Colwyn, Radnor och Painscastle, och besegrade en armé ledd av Roger de Mortimer och Hugh de Say nära Radnor, med fyrtio riddare bland de dödade. William de Braose erbjöd villkor som ledde till att Painscastle återlämnades till honom.

### Död (1197)
I april 1197 dog Rhys oväntat och begravdes i St David's Cathedral. I krönikan Brut y Tywysogion för 1197 står :
| ” | ... en stor pest spreds över de brittiska öarna... och den stormen dödade ett oräkneligt antal personer och många i adeln och många furstar och skonade ingen. Det året, fyra dagar före 1 maj, dog Rhys ap Gruffydd, furste av Deheubarth och obesegrad ledare av hela Wales. | „ |

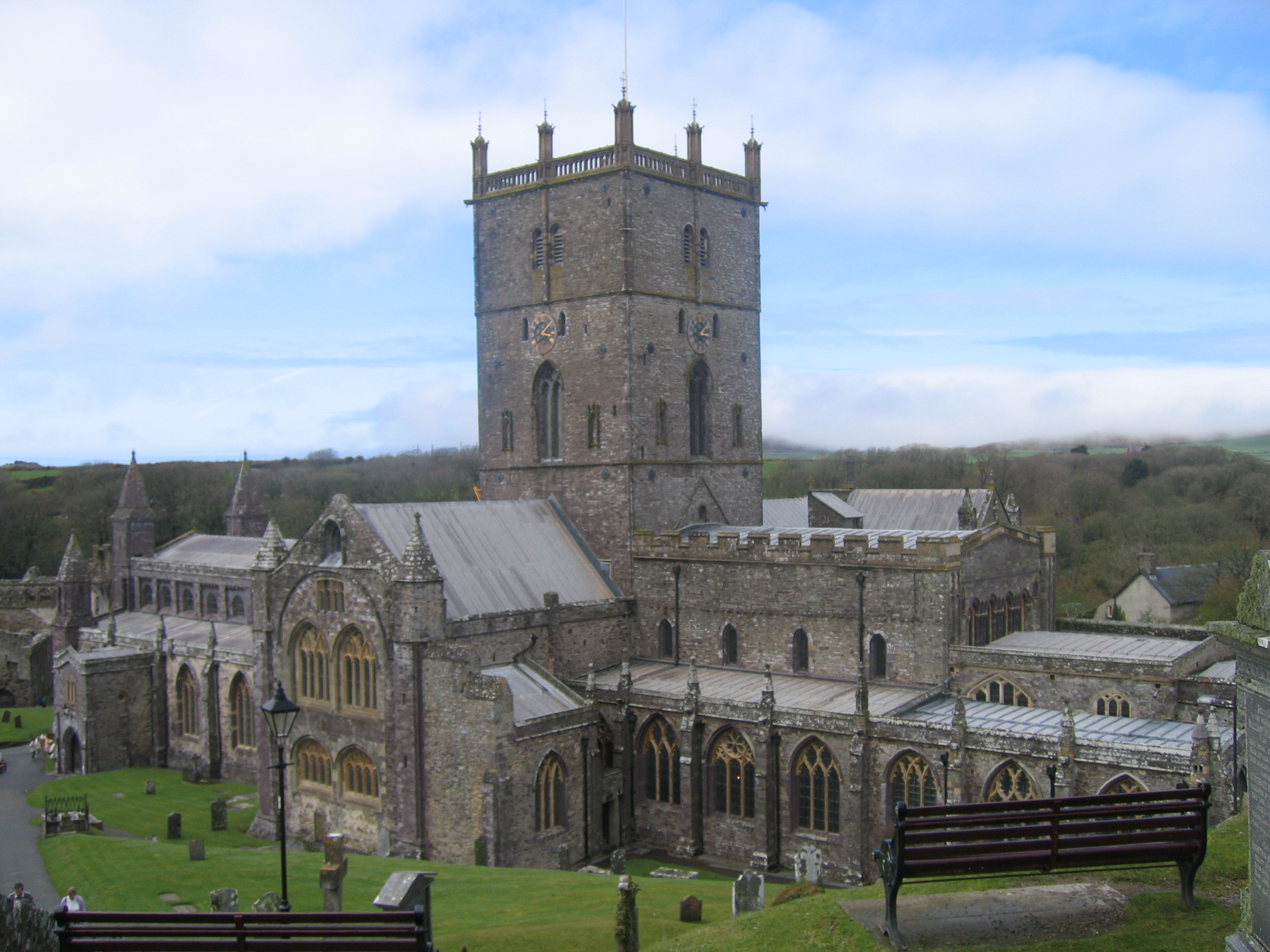
Rhys begravdes i St David's Cathedral, där en avbildning som sägs vara av honom, men föreställer en 200 år senare ättling, fortfarande kan ses.

Rhys dog bannlyst efter att ha grälat med Biskopen av St. David's, Peter de Leia, över en stöld av några av biskopens hästar några år tidigare. Innan han kunde begravas i katedralen lät därför biskopen hans kropp genomgå postum botgöring.
Rhys hade utsett sin äldste legitime son, Gruffydd ap Rhys, som sin efterträdare och kort efter faderns död träffade Gruffydd rättsskiparen, ärkebiskop Hubert Walter, på gränsen och bekräftades som arvtagare. Maelgwn, den äldste, illegitime, sonen vägrade att acceptera detta och fick hjälp av Gwenwynwyn ab Owain av Powys. Maelgwn intog staden och borgen i Aberystwyth och tillfångatog Gruffydd, som han lämnade i Gwenwynwyns förvar. Gwenwynwyn lämnade senare över honom till kungen, som spärrade in honom på Corfe Castle. Gruffydd frigavs följande år och kunde återta större delen av Ceredigion. År 1201 avled Gruffydd, men detta ledde inte till att striderna avtog. År 1216 höll Llywelyn den store av Gwynedd ett rådsmöte i Aberdyfi där han delade ut delar av Deheubarth till flera av Rhys söner och sonsöner.

## Karaktär
Giraldus Cambrensis nämner ofta Rhys i sina texter och beskriver honom som förnuftig, kvick och slagfärdig. Gerald berättar om en bankett i Hereford år 1186 där Rhys satt mellan två medlemmar av familjen Clare, något som hade kunnat bli spänt med tanke på att Rhys hade erövrat landområden i Ceredigion från familjen Clare, men det blev ett utbyte av hövliga komplimanger och vänliga skämt mellan Rhys och Giraldus om deras familjeband. Rhys hjälpte Giraldus och ärkebiskop Baldwin mycket då de besökte Wales för att samla trupper inför korståget 1188, och Giraldus nämner flera gånger Rhys vänlighet och att Rhys följde dem hela vägen från Cardigan till den norra gränsen av Ceredigion.
En annan samtida skribent skrev också om Rhys, om Roger Turvey har rätt i att Walter Maps verk Of the King Appollonides handlar om Rhys under en pseudonym. Map var dock mindre välvilligt inställd mot Rhys. 
Historikern R.R. Davies skrev följande om Rhys:
| ” | Rhys karriär var verkligen anmärkningsvärd. Dess längd var en tribut till hans uthållighet och skicklighet: han befann sig på den walesiska politikens scen i över femtio år, från de tidiga tonåren vid erövringen av Llansteffan castle år 1146, till sin död år 1197. Men det är vad han åstadkom som är förbluffande: han återupprättade riket Deheubarth och gjorde det till den främsta walesiska riket. | „ |

Davies ser två brister. En var att fredsfördraget med Henrik II var personligt, att det inte varade efter Henriks död. Den andra var att han inte lyckades kontrollera sina söner och tvinga de andra att acceptera Gruffydd som hans efterträdare.

## Barn

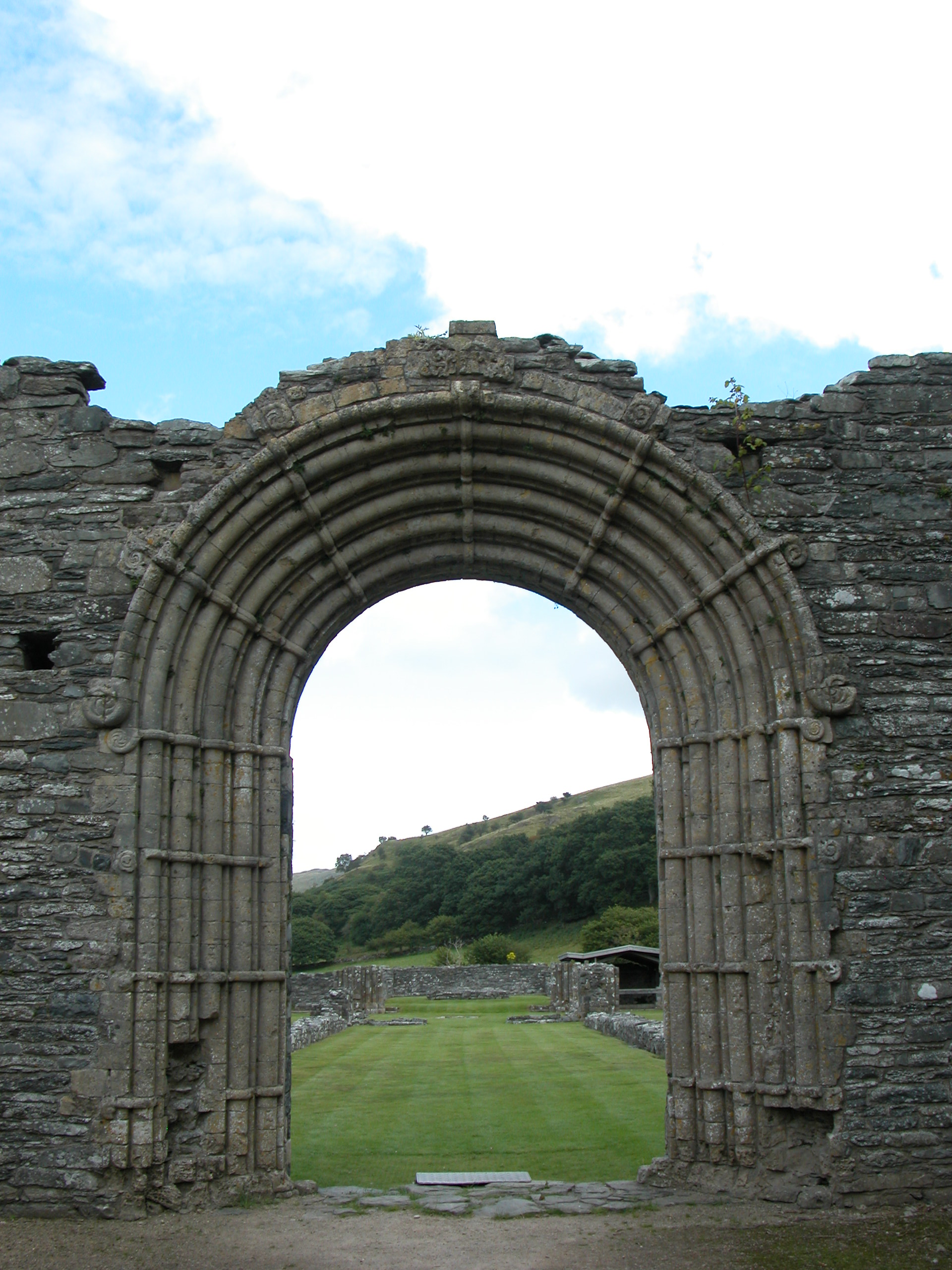
Flera av Rhys barn, däribland Gruffydd och Maelgwn, begravdes i Strata Florida Abbey.

Rhys hade åtminstone nio söner och åtta döttrar. Tre av hans söner hette Maredudd och två av hans döttrar hette Gwenllian, vilket kan vara förvirrande. Gruffydd ap Rhys (död 1201) var den äldste legitime sonen och utsågs av Rhys som hans arvtagare. Han gifte sig med Matilda de Braose. Maelgwn ap Rhys (död 1231), som var den äldste sonen var illegitim. Han vägrade att acceptera Gruffydd som faderns arvtagare. En bitter fejd utbröt dem emellan och flera av Rhys andra söner blev inblandade. Rhys Gryg (död 1233)  gifte sig med Joan de Clare och blev så småningom den största maktfaktorn i Deheubarth, men styrde bara över en liten del av faderns gamla rike och var underordnad furste under Llywelyn den store av Gwynedd.
Hywel ap Rhys (död 1231) tillbringade många år som fånge vid Henrik I:s hov och då han återkom kom han att kallas  Hywel Sais (Hywel Saxaren, alltså engelsman). Maredudd ap Rhys (död 1239) var också gisslan hos Henrik, men kung Henrik berövade honom synen efter ett misslyckat invasionsförsök 1165, Maredudd kom att bli känd som Maredudd Ddall (Maredudd den blinde). Han slutade sina dagar som munk på Whitland Abbey. En annan Maredudd (död 1227) blev ärkediakon i Cardigan.
Hans dotter Gwenllian ferch Rhys gifte sig med Rhodri ab Owain, furste över den västra delen av Gwynedd. En annan Gwenllian (död 1236) gifte sig med Ednyfed Fychan, seneskalk i Gwynedd under Llywelyn den store, och genom henne blev Rhys en anfader till Tudordynastin. Då Henrik Tudor landsteg i Pembrokeshire år 1485 för att försöka ta sig till tronen, var hans släktskap med Rhys en av faktorerna som ledde till att han kunde få walesarnas stöd. Angharad ferch Rhys gifte sig med William FitzMartin, lord av Cemais. Andra av hans döttrar gifte sig med de walesiska härskarna över Gwrtheyrnion och Elfael.